# Județul Săcuieni

Județul Săcuieni (Saac) în cadrul Țării Românești (1601-1718)

Județul Săcuieni, alternativ Secuieni sau Saac, a fost unul din cele 17 județe istorice care au existat înainte de 1829 în Țara Românească. Conform istoricului Constantin C. Giurescu „numele i se trage de la populația venită din Ținutul Secuiesc, din Ardeal, populație amestecată, români și secui. Colonizarea a început, se pare, pe vremea cavalerilor teutoni (1211-1225). Pe aici trecea drumul pe Valea Teleajenului, care asigura legătura de comerț cu Brașovul.” Județul avea ca stemă doi butuci de vie.

## Descriere
Mihail Cantacuzino a descris în Genealogia Cantacuzinilor județul Săcuieni astfel:
„Se începe [Săcuienii] asemenea din mijlocul țării [Țara Românească] și merge până la hotarul Transilvaniei, având o parte câmp și două părți muntoase, unde sunt vii și poame multe și de unde ardelenii cumpără cel mai bun vin. Orașul de căpetenie se numește Văleni, care este și schelă [punct vamal] la un drum mare ce merge în Transilvania; mai este și alt târg și o ocnă de sare, anume Slănic.”

## Istoric

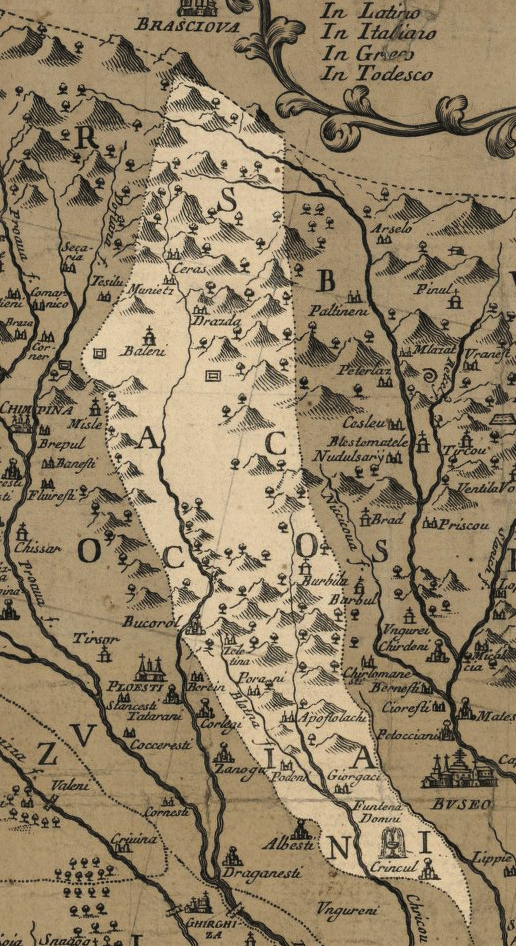
Județul Săcueni pe harta stolnicului Cantacuzino

Una dintre primele atestări ale acestui județ este din 1577, un document în care se face referire la localitatea Salcia, menționată într-o listă a „megieșilor” care aleg partea banului Radu din moșia Poieni, județul Saac.
Printr-un hrisov din septembrie-decembrie 1636 mănăstirea Slobozia primea de la domnie o vie în dealul Năenilor, județul Saac, și 300 de bolovani de sare pe an de la ocna Ghitioara.
La 29 mai 1677 Gheorghe Duca confirmă mănăstirii Slobozia lui Ianache drepturile sale asupra bunurilor schitului Apostolache, din județul Saac. Schitul, aflat în localitatea Măstănești, a fost ctitorit de comisul Apostolache, între anii 1645-1652.
O condică din 1700 a lui Constantin Brâncoveanu spunea:
„să se scrie sărăritul pre la sate ot sud Râmnic i ot sud Buzău i ot sud Saac, care au obiceiul de dau sărărit, pentru căci sunt ei slobozi de iau sare den munții accia de sare de acolo.”
Într-un alt document, din 18 februarie 1756, care marchează „ieșirea din indiviziune a lui Marin sin Ilinchii ot Ștefești hotărâtă de megieșii orânduiți din poruncă domnească, se face referire la porunca dumnealui Petre vel Stolnic, ispravnic ot sud Saac”.
Prin hrisovul din august 1782 Nicolae Caradja acorda mănăstirii Căldărușani vinăriciul din sud. Saac, după popoarăle Valea Mieilor, Valea Largă i Valea Negovanilor.
Reședința județului s-a aflat inițial la Urlați până cel târziu în 1645, an în care a fost mutată la Vălenii de Munte și apoi, în 1781, mutată la Bucov. Județul a fost desființat la 1 ianuarie 1845 și împărțit între județele Prahova (cea mai mare parte - bazinele râurilor Teleajen și Cricovul Sărat și zona de câmpie până la Mizil) și Buzău (partea de est).

## Împărțire administrativă
În componența acestui județ erau menționate în 1700 pe harta stolnicului Constantin Cantacuzino doar 11 sate (Apostolachi, Berceni, Bucov, Ceraș, Cricovul, Drajna, Gheorgachi, Măneciu, Podeni, Porani, Zeletin) din care unul boieresc (Bucov). 
În 1835 era împărțit în 3 plăși și 2 plaiuri:
1. Plasa Podgoria, cu reședința la Podenii Vechi
2. Plasa Tohani, cu reședința în Plavia
3. Plasa Câmpul, cu reședința în Mizil
4. Plaiul Teleajănul cu reședința în Văleni
5. Plaiul Despre-Buzău cu reședința în Sibiciu

La desființarea acestuia, în 1845, era împărțit în 7 plăși (Câmpul, Tohani, Cricovul, Podgoria, Scăieni, Teleajenul și Despre-Buzău) cu 170 de sate administrate de vătași. Avea o polcovnicie și 4 căpitănii: Scaunului, Starchiojd, Mărgineanul și Găgeni.

## Populația
La 1 iulie 1842, în județul Săcuieni trăiau 10.892 de familii.